# Т1 (холдинг)
Т1 (ранее «Техносерв») — ИТ-холдинг, крупнейший по выручке российский системный интегратор на 2023 год. Основан в 1992 году. Количество сотрудников в России на 2025 год свыше 26 тысяч, также есть офис в Беларуси. Приоритетные направления развития — реализация крупных, социально значимых проектов по внедрению, развитию и аутсорсингу инфокоммуникационной инфраструктуры, систем информационной безопасности, энергетических и инженерных систем, прикладных платформ масштаба крупного предприятия и отрасли. Собственники компании не раскрываются, однако на рынке холдинг связывают с компанией «Иннотех». 

## История
90-е
Братья Алексей и Дмитрий Ананьевы открыли компанию «ТехноСерв А/С» в 1992 году. Ключевыми клиентами сразу стали крупные государственне институты. В рамках сотрудничества с Министерством путей сообщения РФ «ТехноСерв» внедрил в работу процессов министерства ERP-систему. В 1996-м году «ТехноСерв» заключила соглашение об эксклюзивном бизнес-партнерстве с одним из крупнейших производителей интегрированных дисковых массивов — EMC Corporation.
2000-e
В 2007 году выручка компании уже превысила $1 млрд. В 2008 году «ТехноСерв» приобрел компанию Sputnik Labs, продавца CRM- и ERP-систем, а позднее купила 74% акций петербургской компании «Рексофт», являющейся прямым конкурентом «ТехноСерва». В этом же году компания отказалась от суффикса А/С в названии и стала называться просто «ТехноСерв». А в 2009-м компания приобрела еще одного разработчика — компанию «Волжская информационно-технологическая корпорация» («Виткор»), специализирующуюся на разработчике систем учета электроэнергии.
2010
- Согласно рейтингу Национальной ассоциации инноваций и развития информационных технологий (НАИРИТ), «Техносерв» вошел в ТОП-50 наиболее инновационных компаний России[13]
- На основе SAP-практики, подразделения заказных разработок и CRM-практики Sputnik Labs создано объединённое консалтинговое подразделение — «Техносерв Консалтинг»
- Компания «Техносерв Консалтинг» приобрела 51 % акций компании «БиАй Телеком» — ведущего российского консультанта в области информационных систем стратегического управления, анализа и прогнозирования
- В Казахстане создано дочернее предприятие «Техносерв Евразия»
- Бренд «Техносерва» стал первой российской маркой из ИКТ-отрасли, получившей престижную мировую премию REBRAND 100® Global Awards[14]

2011
- Распоряжением президента РФ в июне 2011 года «Техносерв» назначен единственным исполнителем государственного заказа на выполнение работ по поддержке, обслуживанию и развитию ведомственного сегмента ФМС России государственной системы изготовления, оформления и контроля паспортно-визовых документов нового поколения[15]
- «Техносерв» представил новую компанию Группы — ООО «Техномедикал», поставщика высокотехнологичных решений и современного оборудования для медицинских учреждений
- Открыт филиал «Техносерва» во Владивостоке

2012
- «Техносерв» реализовал проект по созданию автоматизированной информационной системы «Государственный лесной реестр» для Федерального агентства лесного хозяйства (Рослесхоза)
- Компания разработала и внедрила Единую систему мониторинга и администрирования услуг электросвязи для всех объектов Правительства Москвы и государственных учреждений города[16]

2013
- Представлена облачная платформа «Техносерв Сloud»
- «Техносерв» модернизировал IT-инфраструктуру группы «РИА Новости» к Олимпийским играм 2014 в Сочи
- Решение «Техносерва» — Автоматизированная система биометрической идентификации клиентов банков — отмечено престижной наградой национальной отраслевой премии «ЗУБР-2013»[17] за вклад в экономическую безопасность банков
- «Техносерв» открыл дочернее предприятие в Кыргызстане[18]
- Проведены интеграционные работы по созданию федеральной телекоммуникационной инфраструктуры проекта «ЭРА-ГЛОНАСС»
- В 2013-м компания разработала и запустила «Государственный лесной реестр» для Рослесхоза[19].

2014
- Группа «Техносерв» открыла центр научно-исследовательских и опытно-конструкторских работ на территории Инновационного центра «Сколково»
- «Техносерв Консалтинг» создала практику по внедрению 1С

2015
- АПК «Безопасный город» успешно внедрен в Курске, Нижнем Тагиле, Нижнем Новгороде, Якутске, Мордовии и Великом Новгороде
- Расширена региональная партнерская сеть «Техносерва» — теперь квалифицированные инженеры представлены в 40 регионах РФ

2016
- Запущена облачная платформа «Техносерв Cloud»
- География внедрения АПК «Безопасный город» расширена на Вологду, Череповец, Вытегру, Архангельск, Котлас, Горно-Алтайск и Тюмень
- Создан единый центр компетенции по инженерным системам, объединивший департамент центров обработки данных, департамент капитального строительства и управление проектно-конструкторских работ
- «Техносерв Консалтинг» выпустила на рынок собственные решения высокой степени готовности: «ТСК Система управления знаниями» и «ТСК Финансовая отчётность заемщиков»

2017
- Увеличено количество сервисов облачной платформы Техносерв Cloud с 7 до 12
- «Техносерв» внедрил систему виртуальных рабочих мест пользователей по технологии VDI для Пенсионного фонда РФ[20]
- «Техносерв» провел модернизацию Координационного центра Минтранса России[21]

2018
- Группа ВТБ приобрела 40 % группы «Техносерв»[22]
- Техносерв Cloud представил услугу облачного видеонаблюдения
- «Техносерв» определил состав органов управления[23]. Председателем совета директоров стал Сергей Баранов. Правление группы возглавил Алексей Ананьев. Основной задачей наблюдательного органа станет осуществление общего руководства группой и контроля над работой исполнительных органов.
- 20 декабря 2018 года руководство ВТБ отстранило от должности основателя и гендиректора интегратора «Техносерв» Алексея Ананьева, назначив на его место старшего вице-президента ВТБ Дмитрия Трошенкова.[24]

2019
- 11 октября 2019 года генеральным директором назначен Андрей Ершов, ранее возглавлявший «Энвижн Груп»[25].

2021
- В июне 2021 года группа компаний "Техносерв" провёла ребрендинг и продолжила работу под названием "T1"[26][27]. Дочерние компании холдинга также сменили названия на  Т1 интеграция,  Т1 консалтинг и  Т1 Сloud[28].

2023
- Андрея Ершова на посту гендиректора сменил Алексей Фетисов[29].

## Правление
- Алексей Фетисов — генеральный директор, председатель правления;
- Егоров Александр — член правления, генеральный директор «Рексофт»;
- Волков Владимир — член правления, операционный директор ГК «Техносерв»;
- Булгаков Кирилл — член правления, управляющий директор «Техносерв Консалтинг»;
- Болтрукевич Константин — член правления, заместитель генерального директора по работе с промышленными индустриями ГК «Техносерв»;
- Клименко Алексей — член правления, заместитель генерального директора по развитию бизнеса ГК «Техносерв»;
- Кулаковский Дмитрий — член правления, заместитель генерального директора по коммерческой деятельности ГК «Техносерв»;
- Цихисели Георгий — член правления, заместитель генерального директора по работе с государственным сектором ГК «Техносерв»;
- Бушуев Александр — член правления.

## Показатели деятельности

### Оборот компании
- 2008 — 39 млрд р.;
- 2009 — 27,8 млрд р.;
- 2010 — 33,5 млрд р.;
- 2011 — 40 млрд р.;
- 2012 — 43 млрд р.;
- 2013 — 40,2 млрд р.;
- 2014 — 45,2 млрд р.;
- 2015 — 51,8 млрд р.;
- 2016 — 52,4 млрд р.;
- 2017 — 50,8 млрд р.

В 2017 году основным направлением бизнеса компании является системная интеграция (40,4 % общего оборота), далее следуют сервисные услуги (25,1 %), консалтинг (13,5 %), разработка ПО (1 %). Ключевыми заказчиками группы являются государственные структуры — 29 %, телеком-компании — 23,76 % и финансовые организации — 28,2 %.

### Рейтинговые оценки
В 2023 году рейтинговое агентство АКРА присвоило  ООО «Т1» рейтинговую оценку A(RU) со стабильным прогнозом, в 2024 году рейтиг был повышен до A+(RU), в 2025 году — отозван. Одновременно в 2025 году АКРА присвоило рейтинговую оценку A+(RU) АО «Т1».

## Санкции
23 февраля 2024 года компания была включена в блокирующий санкционный список США. Ранее, 15 апреля 2023 года, компания была включена в санкционный список Украины.